# Marcabelí (cantão)
Marcabelí é um cantão do Equador localizado na província de El Oro.
A capital do cantão é a cidade de Marcabelí.